# 多田洋祐
多田 洋祐（ただ ようすけ、1982年（昭和57年）6月15日 - 2022年（令和4年）7月2日）は日本の実業家。
ビズリーチ元代表取締役社長。

## 経歴
2001年に千葉県立小金高等学校を卒業。2006年に中央大学法学部を卒業後、エグゼクティブ層に特化したヘッドハンティングファームの起業を経て、12年にビズリーチに入社した。15年に取締役となり、2020年2月にはビジョナルグループ化にあわせ、多田と誕生日が一緒の南壮一郎から2代目代表取締役社長を受け継いだ。ビジョナルの取締役も兼任していた。
2022年7月2日に千葉県内のゴルフ場で高校時代の友人とゴルフをプレーしていた際に倒れ、急性心不全により死去した。二児の父。